# The Fast and the Furious: Super Bikes
The Fast and the Furious: Super Bikes è un videogioco arcade simulatore di guida pubblicato il 21 giugno 2006, basato sulla serie cinematografica statunitense Fast & Furious. È il terzo videogioco in assoluto tratto dalla serie di film, ed è un sequel diretto del videogioco del 2004 The Fast and the Furious, tratto dall'omonimo film del 2001.

## Modalità di gioco
In The Fast and the Furious: Super Bikes, i giocatori gareggiano l'uno contro l'altro in corse motociclistiche in 9 diverse località del mondo, sia situate negli Stati Uniti d'America che in Svizzera, in Cina e nel Principato di Monaco. I giocatori possono scegliere di gareggiare su una tra 12 moto concesse su licenza da Ducati, Yamaha, Aprilia, Kawasaki e Moto Guzzi. Le moto sono personalizzabili in vari modi: si possono effettuare decalcomanie, cambiare gli pneumatici, modificare le motociclette con l'ossido di diazoto, aggiungere parti al neon al veicolo, aggiornare la carrozzeria e il motore. I personaggi possono eseguire acrobazie ed è presente la meccanica del drifting, introdotta nel franchise dal film The Fast and the Furious: Tokyo Drift uscito nel medesimo anno.

## Veicoli
In The Fast and the Furious: Super Bikes sono disponibili 12 veicoli differenti:
- Aprilia RSV 1000 R
- Kawasaki Vulcan 800 Drifter
- Yamaha YZF-R1
- Kawasaki Ninja ZX-10R
- Ducati Monster S4R
- Yamaha Road Star Warrior
- Kawasaki KX250
- Yamaha Star Vmax
- Aprilia SXV
- Moto Guzzi MGS-01 Corsa
- Ducati Supersport 1000
- Yamaha YZF-R6

## Circuiti
Nel gioco sono presenti 9 circuiti, basati su varie località realmente esistenti del mondo. Il gioco presenta un tasso crescente di difficoltà, infatti la prima pista si presenta come la più semplice, mentre l'ultima è la più complicata. I circuiti disponibili sono:
- Svizzera (facile)
- Florida (Stati Uniti d'America, facile)
- Baja (Stati Uniti d'America, facile)
- Hawaii (Stati Uniti d'America, media)
- Sturgis (Stati Uniti d'America, media)
- Shanghai (Cina, media)
- Chicago (Stati Uniti d'America, difficile)
- Detroit (Stati Uniti d'America, difficile)
- Monaco (Principato di Monaco, difficile)

## Seguiti
A The Fast and the Furious: Super Bikes sono seguiti numerosi videogiochi basati sul franchise. Raw Thrills ha sviluppato vari seguiti, tra cui The Fast and the Furious: Drift (2007), basato sul film The Fast and the Furious: Tokyo Drift. I giochi Super Bikes 2 (2010) e Super Bikes 3 (2019) rappresentano dei veri e propri seguiti diretti del gioco, pur essendo sprovvisti di licenza Fast & Furious. The Fast and the Furious: Super Cars (2010) si presenta come un seguito di questo gioco, ma con le automobili come veicoli al posto delle motociclette. È uscito anche Super Cars (2011), seguito basato sull'automobilismo, senza la licenza della serie cinematografica. Nel 2022, Raw Thrills torna a sviluppare un gioco su licenza Fast & Furious, ovvero Fast & Furious Arcade, dedicato alle corse automobilistiche.
In ordine d'uscita:
- The Fast and the Furious: Drift (2007)
- Super Bikes 2 (2010)
- The Fast and the Furious: Super Cars (2010)
- Super Cars (2011)
- Super Bikes 3 (2019)
- Fast & Furious Arcade (2022)